# Monte Nemrut
El monte Nemrut o monte Nemrud (en turco: Nemrut Dağ o Nemrut Dağı, en armenio: Նեմրութ լեռ) es una montaña de 2150 m de altitud del sureste de Turquía, conocida por las estatuas pertenecientes a una tumba del siglo I a. C. que se encuentra en la cima. La montaña se encuentra a 40 km al norte de Kahta, cerca de Adıyaman. En el año 62 a. C., el rey Antíoco I Theos de Comagene mandó construir un túmulo funerario en la cima de la montaña flanqueado por enormes estatuas (8-9 metros de altura) de sí mismo, dos leones, dos águilas y diferentes dioses armenios, griegos y persas, como Hércules, Zeus-Oromasdes (asociado al dios persa Ahura Mazda), Tique y Apolo-Mitra. Estas estatuas se encontraban sentadas y con los nombres de cada dios inscritos en ellas. Ahora, las cabezas de las estatuas están esparcidas por el suelo; los daños en las cabezas (especialmente las narices) sugieren que se produjeron de forma deliberada por parte de iconoclastas. También se conservan losas de piedra con figuras en bajorrelieve que se piensa formaron parte de un gran friso. En ellas aparecen los antepasados de Antíoco, que eran armenios.
También se pueden encontrar las mismas estatuas y antepasados en el túmulo, que cuenta con unas dimensiones de 49 metros de altura y 152 metros de diámetro. Las estatuas presentan cierto parecido a los rasgos faciales griegos, además de vestimentas y peinados persas. El terraplén de la parte oeste cuenta con una gran losa con un león la cual es conocida como "El horóscopo del rey" y donde se muestra la conjunción de los planetas Júpiter, Mercurio y Marte que tuvo lugar el 7 de julio del año 62 a. C sobre la constelación de Leo. Sobre el pecho del león aparece también la Luna, objeto celeste que formó parte de aquel espectáculo nocturno y encima la estrella alfa de la constelación, la cual representaría Antíoco I. Algunos expertos especulan que esta fue la posible fecha del inicio de la construcción del monumento, otros que representa el día que fue investido rey por los romanos. La zona oriental se encuentra muy bien conservada.Se compone de varias capas de roca y se aprecian evidencias de un camino amurallado entre las pendientes este y oeste, desde un sendero al pie del monte Nemrut. Entre los posibles usos de este emplazamiento, se incluyen las ceremonias religiosas, debido a la naturaleza astronómica y religiosa del monumento. 
La disposición de las estatuas se conoce con el término hierotesion. Se han descubierto emplazamientos similares en Arsameia, Nymphaios, con el hierotesion del padre de Antíoco, Mitrídates I de Comagene. Karl Sester, ingeniero alemán, excavó este lugar en 1881. Las excavaciones posteriores aún no han logrado encontrar la tumba de Antíoco. Sin embargo, todavía se cree que se trata del lugar de sepultura del rey. En 1987, la Unesco catalogó el monte Nemrut como Patrimonio de la Humanidad.  En general, los turistas visitan Nemrut de junio a agosto. La cercana ciudad de Adıyaman es un lugar habitual para viajar en coche o autobús al emplazamiento, siendo también posible acceder en helicóptero. Actualmente, las estatuas no se encuentran en su posición original, a pesar de que no sería difícil hacerlo. El monte Nemrut forma parte de una zona geográfica conocida como Altiplano Armenio.

## Galería

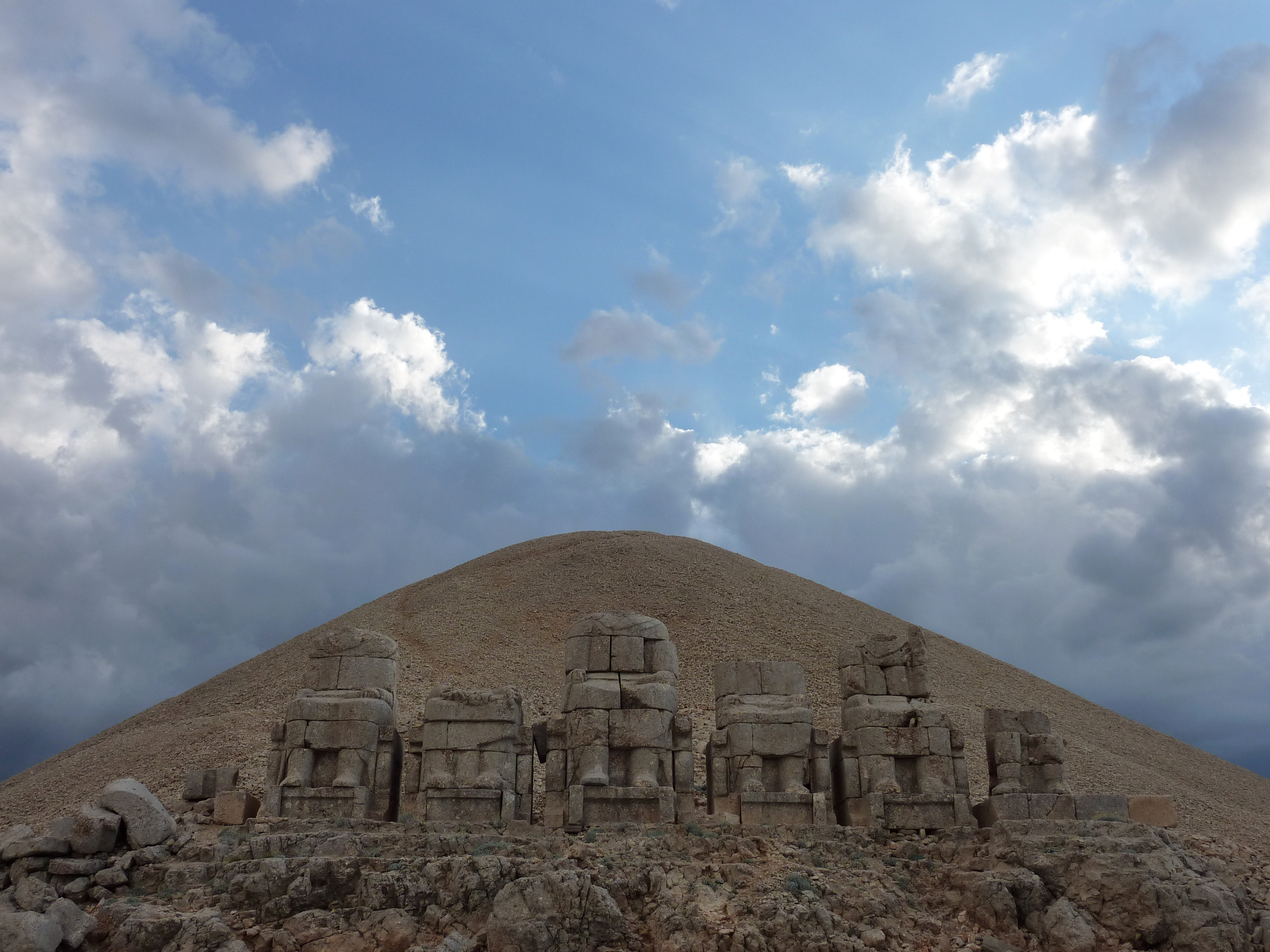
Monte Nemrut
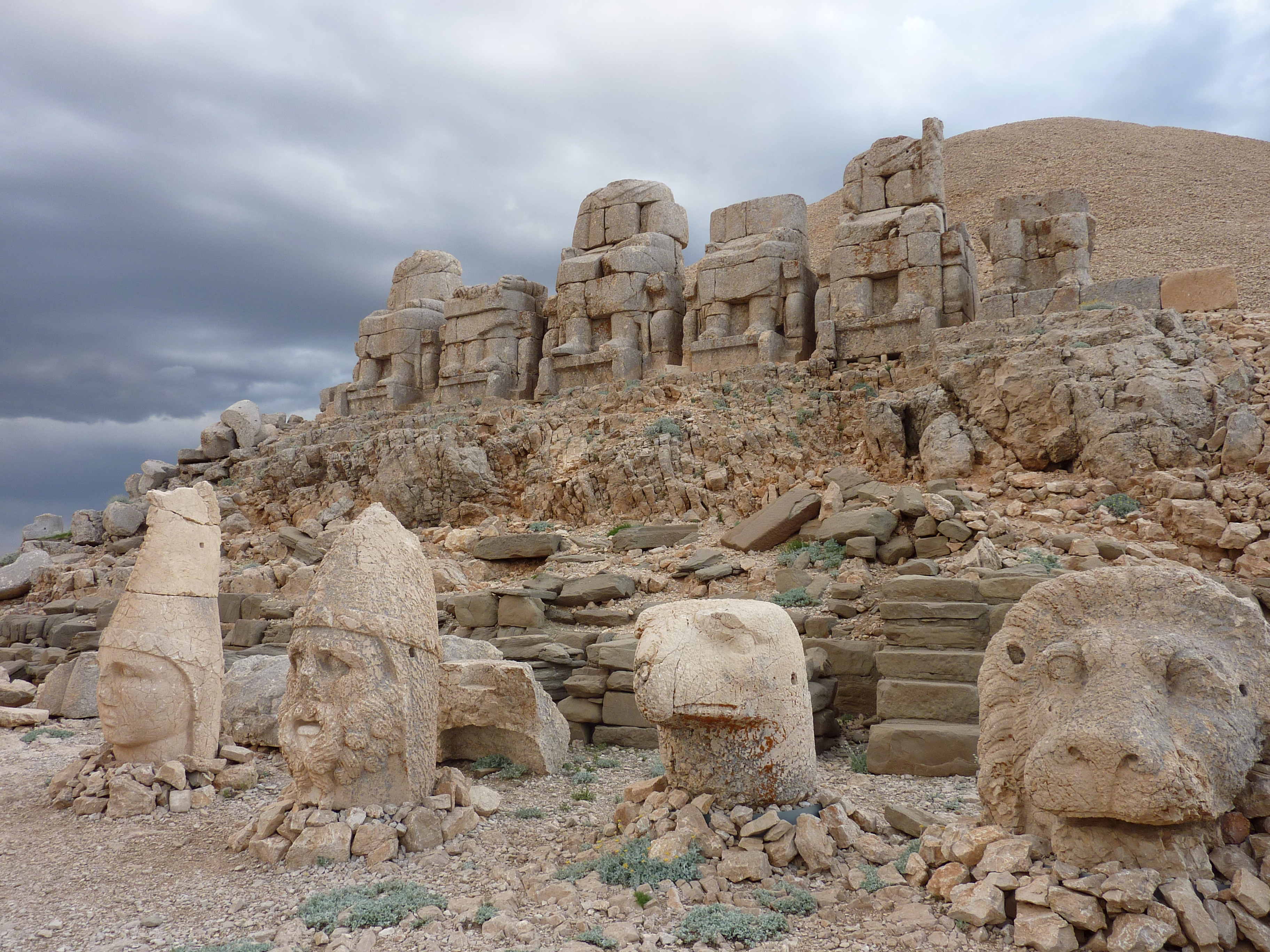
Terraza Este
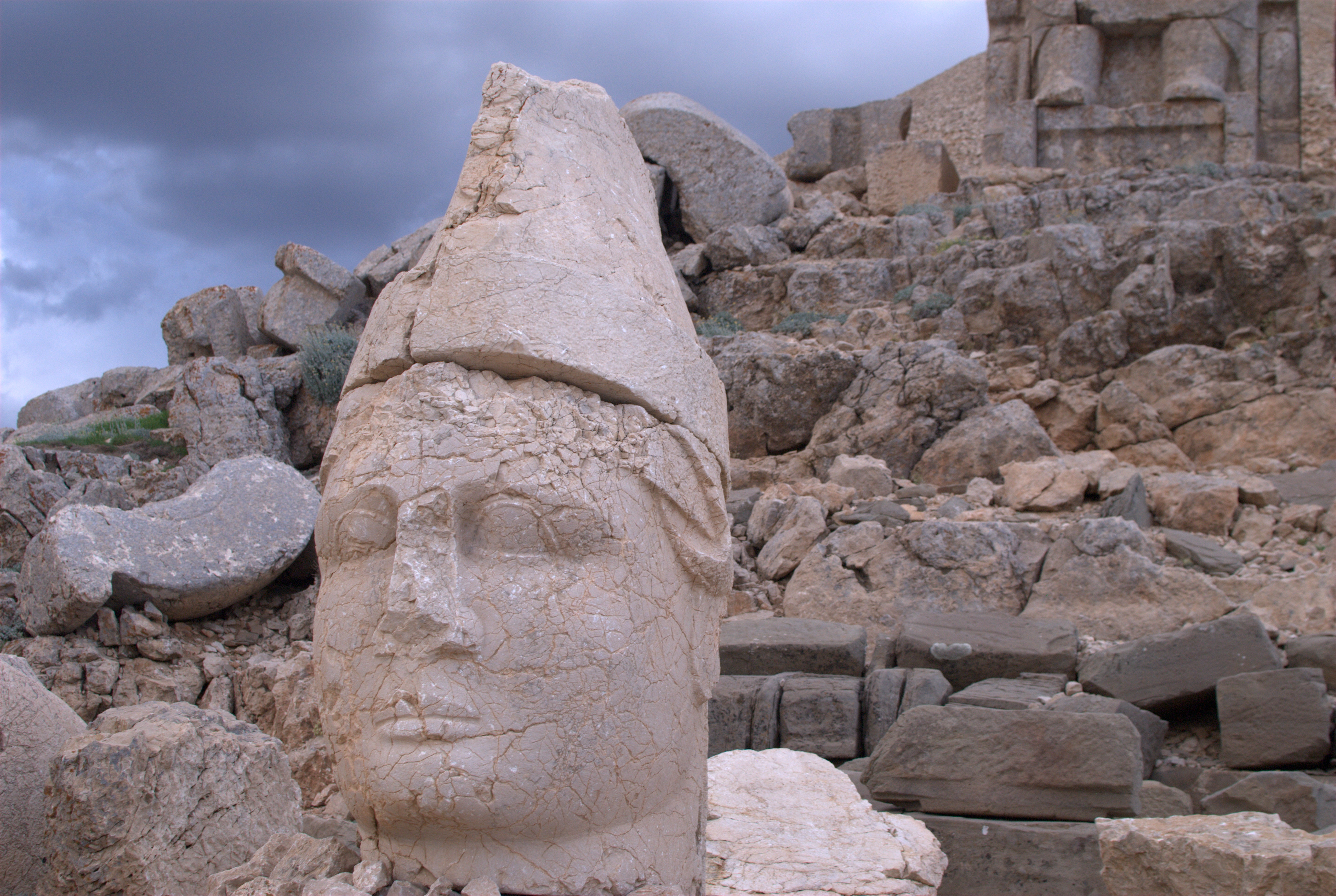
Monte Nemrut
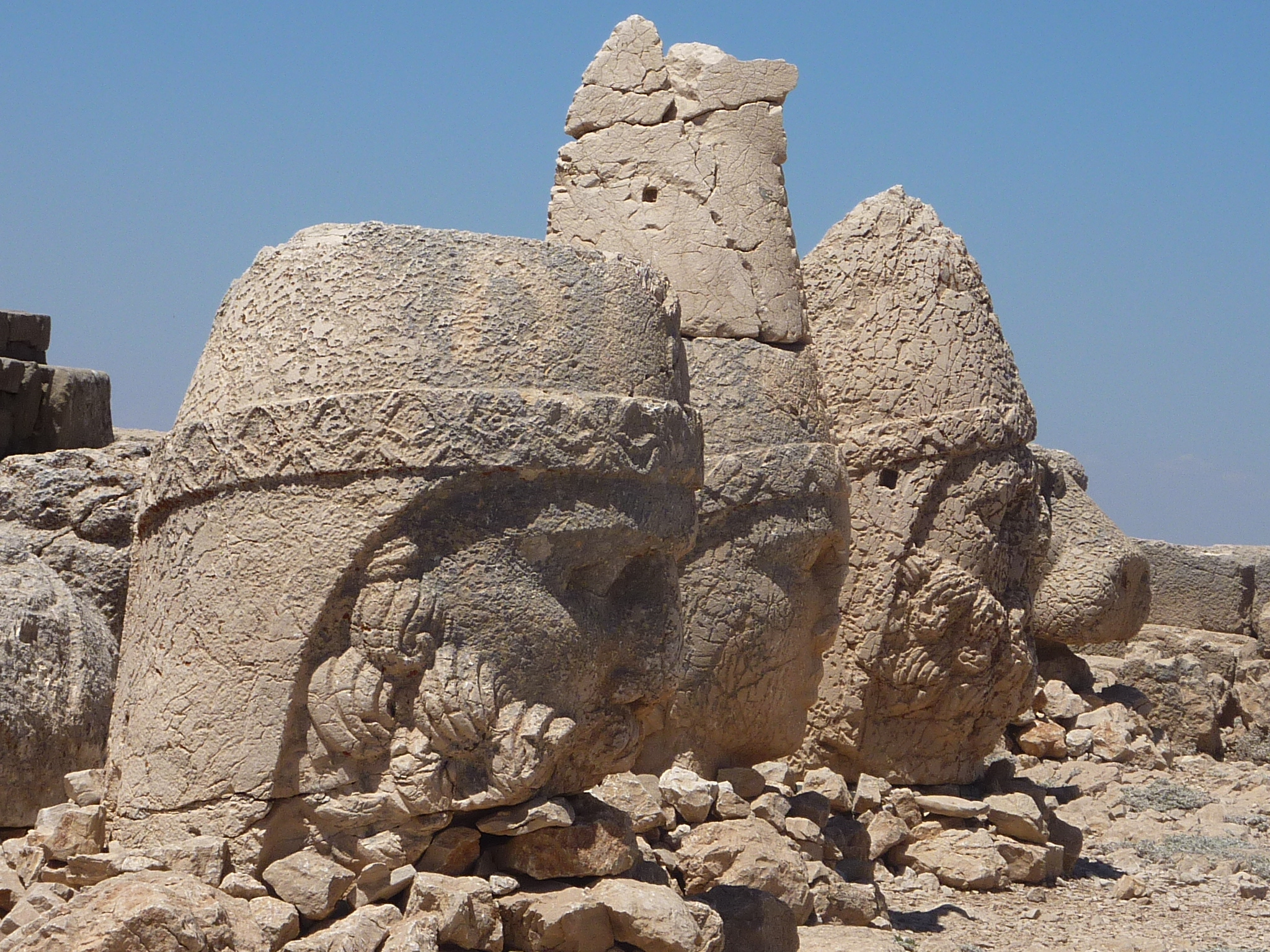
Cabezas de estatuas
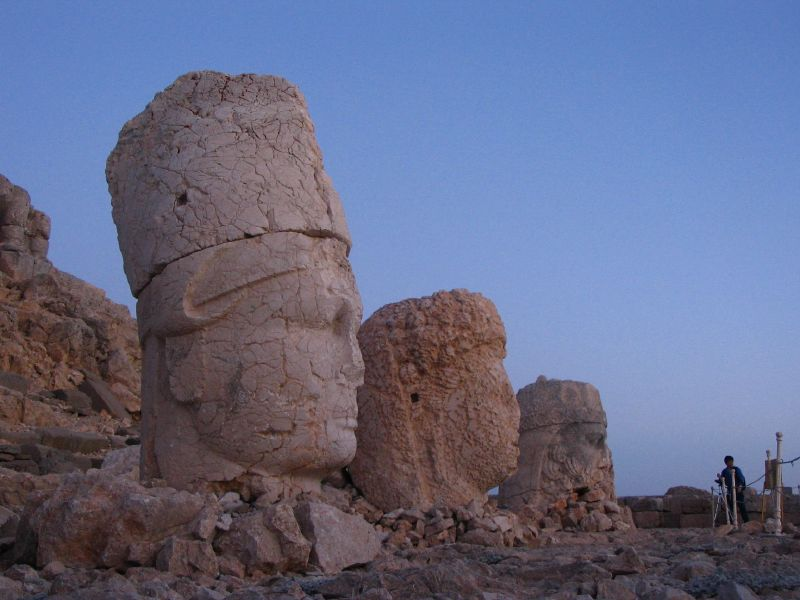
Cabezas de estatuas
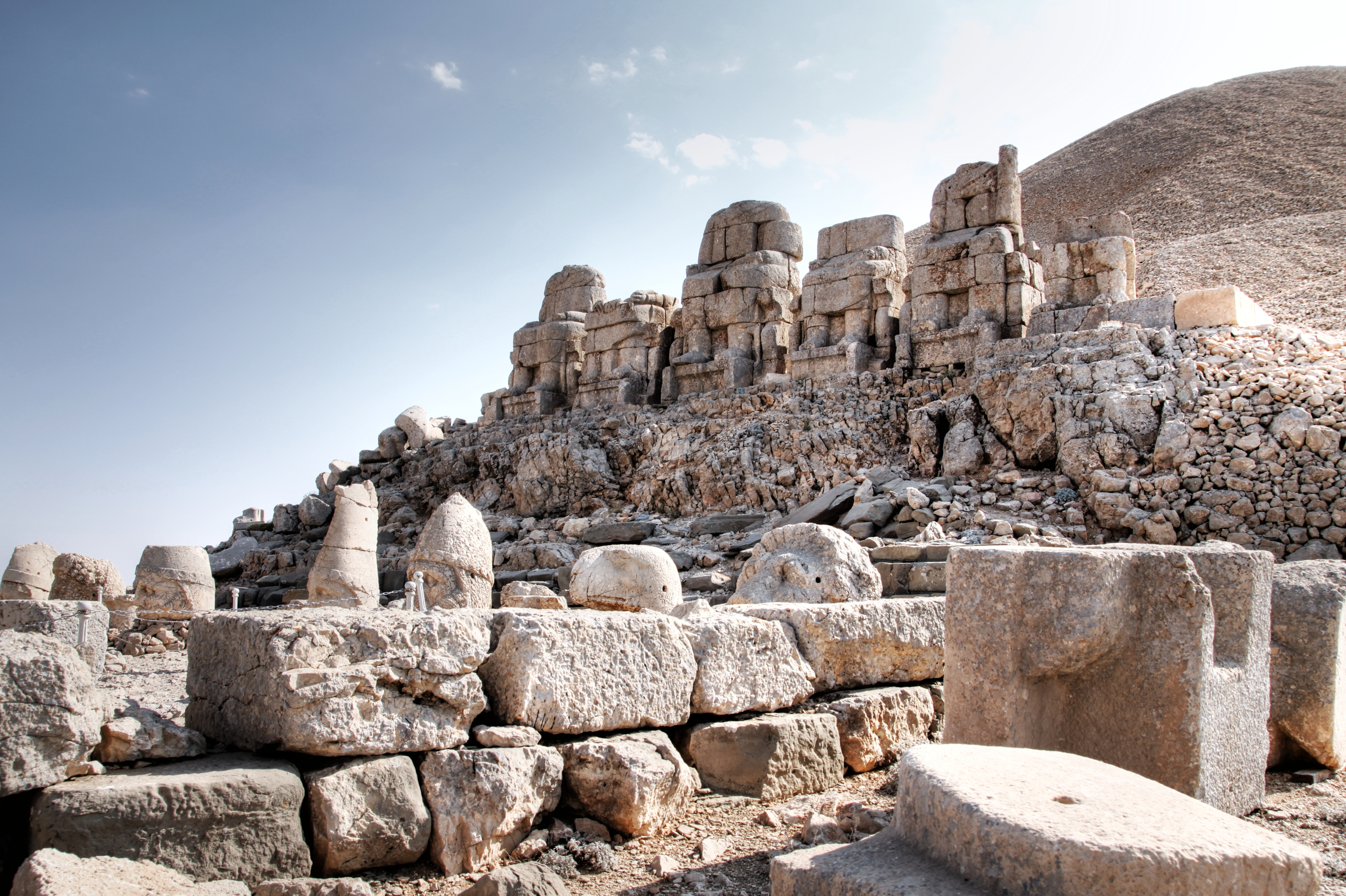
Terraza Este
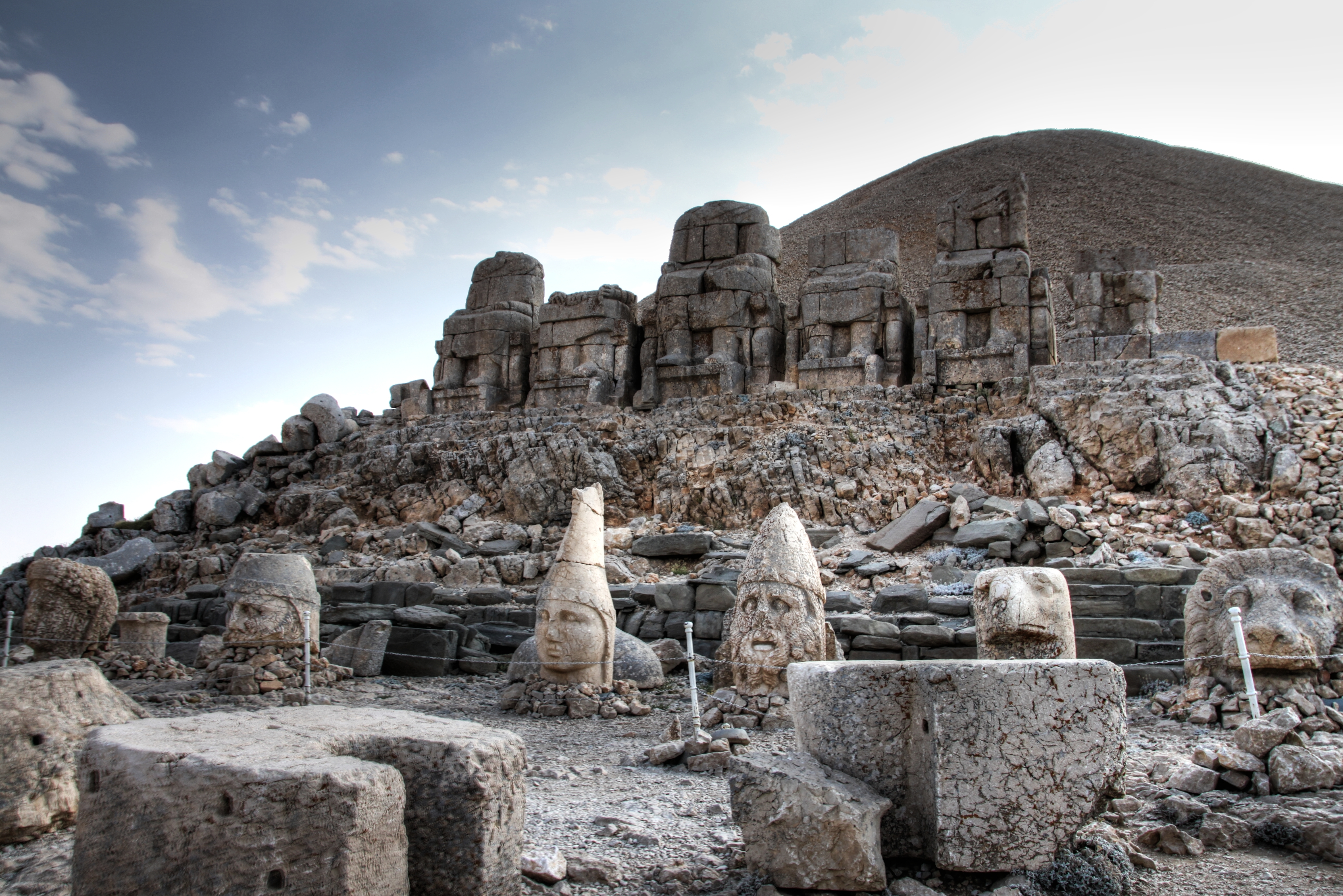
Terraza Oeste
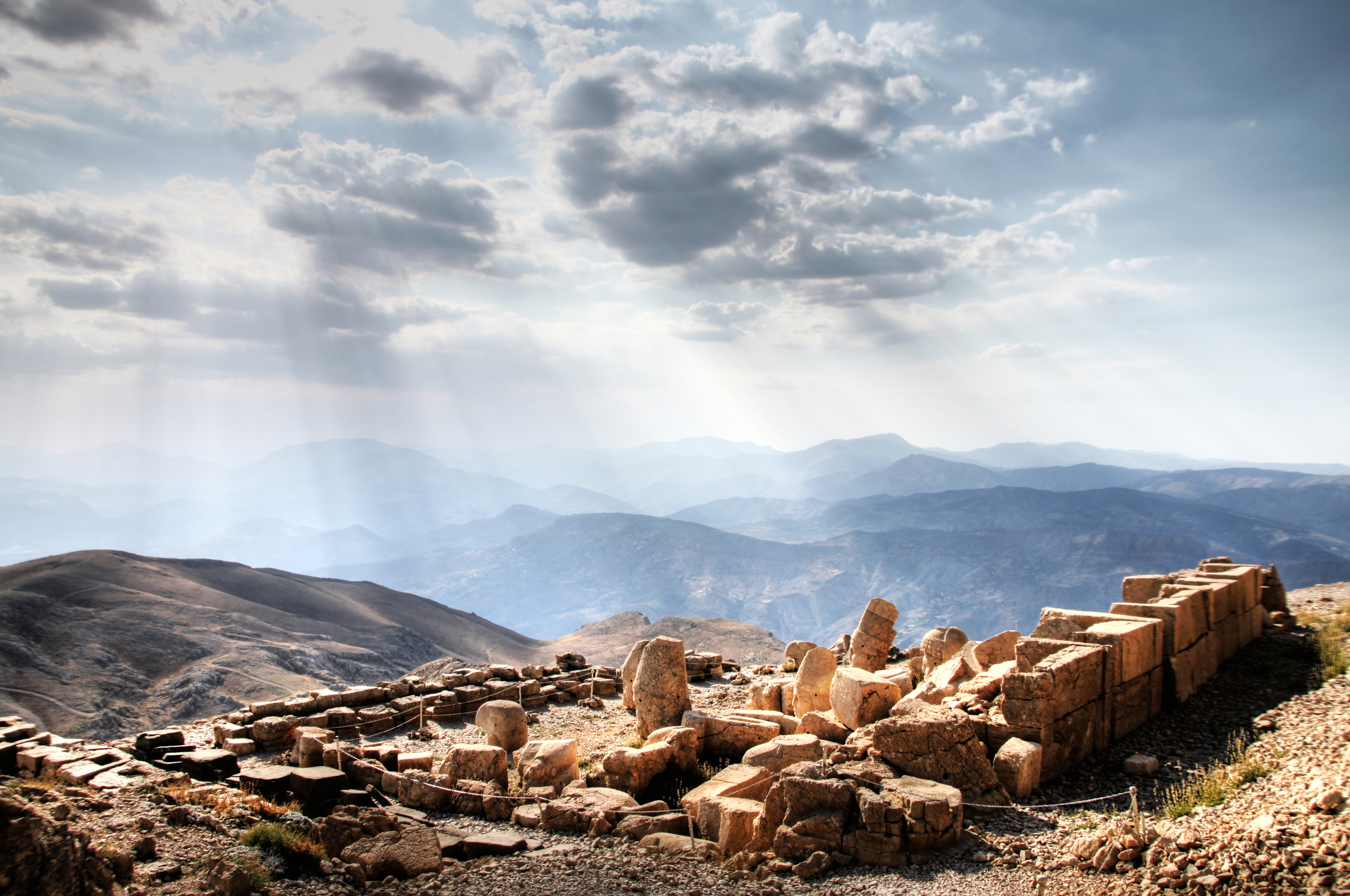
Terraza Oeste
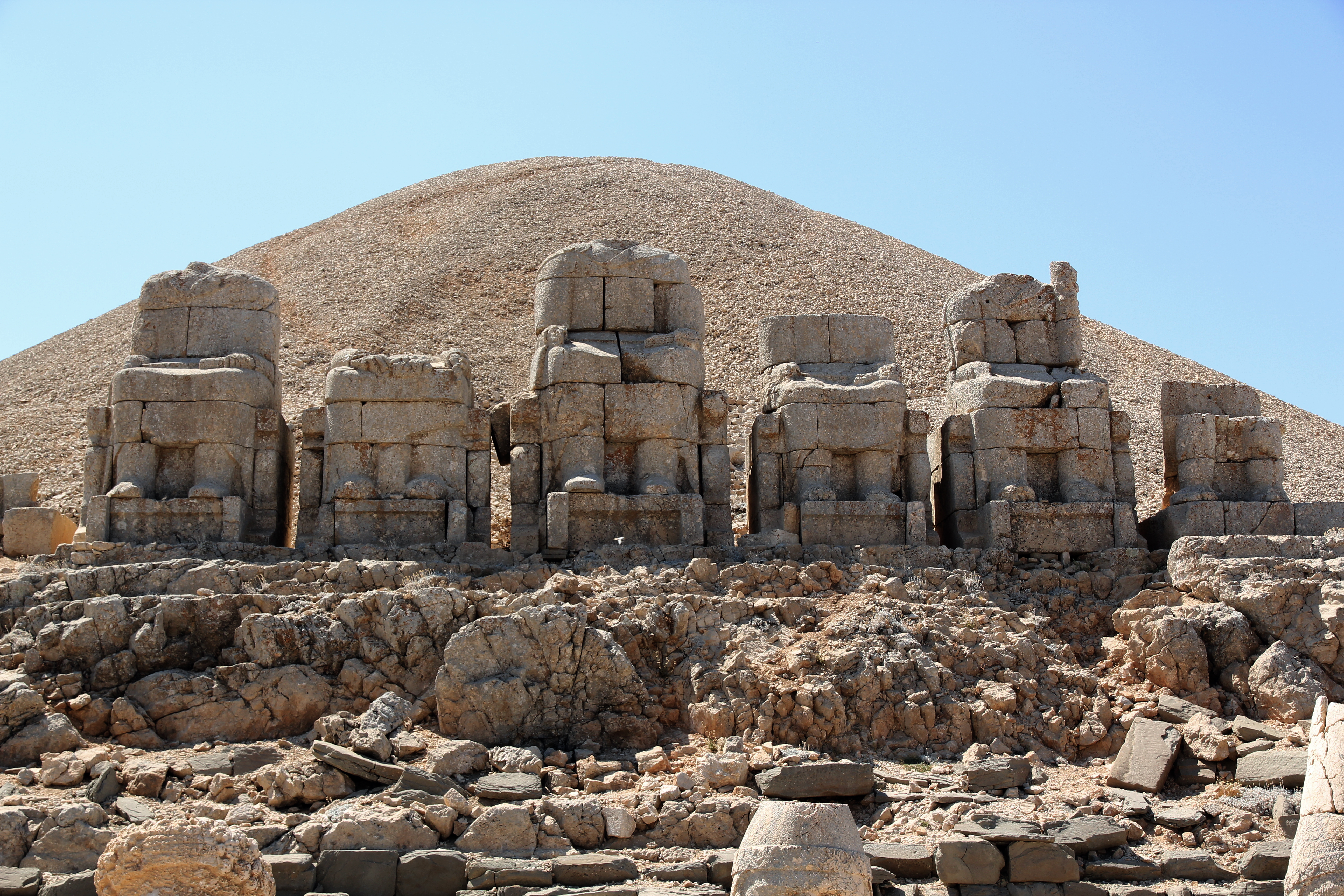
Terraza Este: Tronos
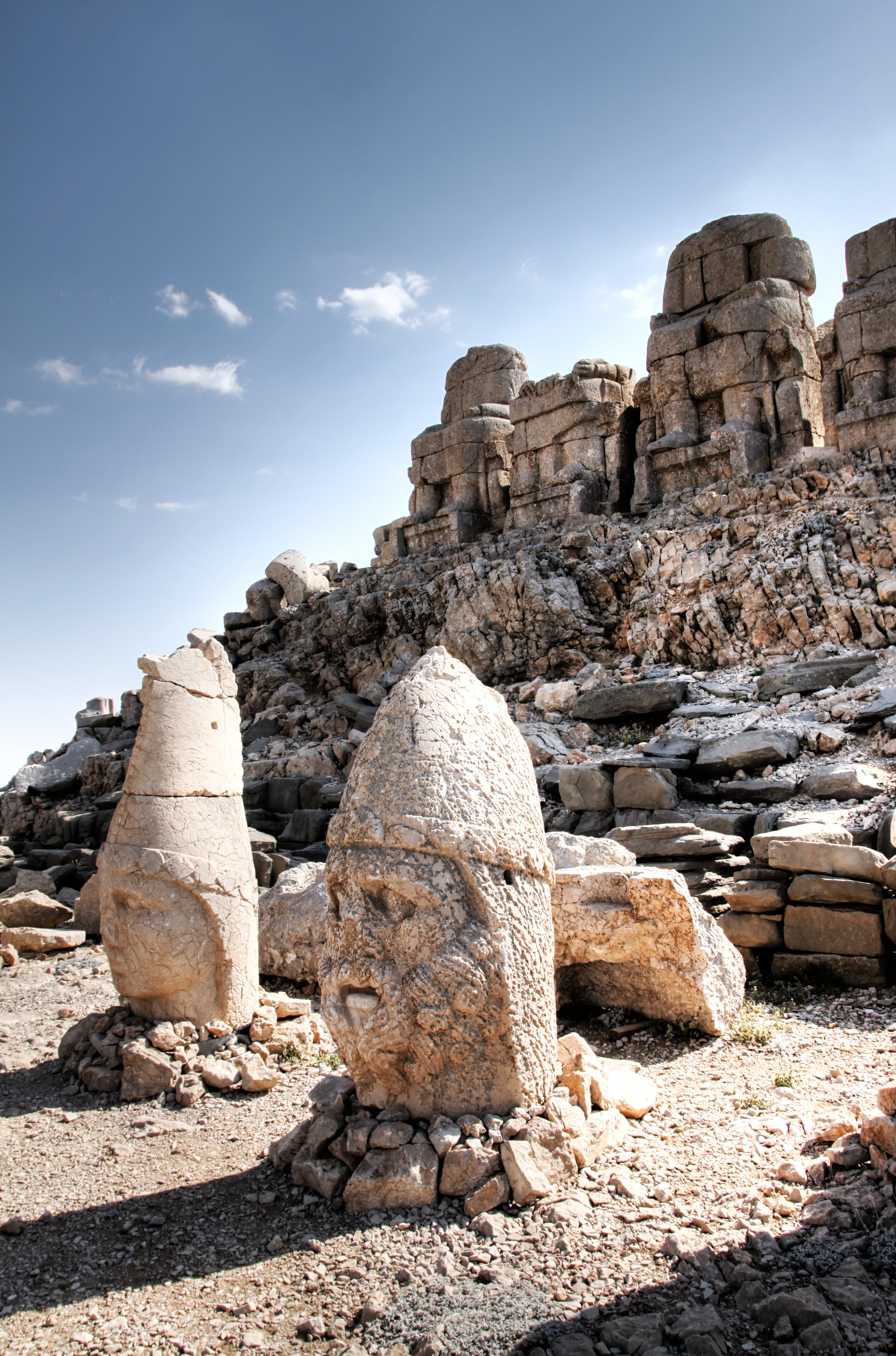
Terraza Este: Cabezas de Antiochus I Theos y Heracles Artagnes Ares
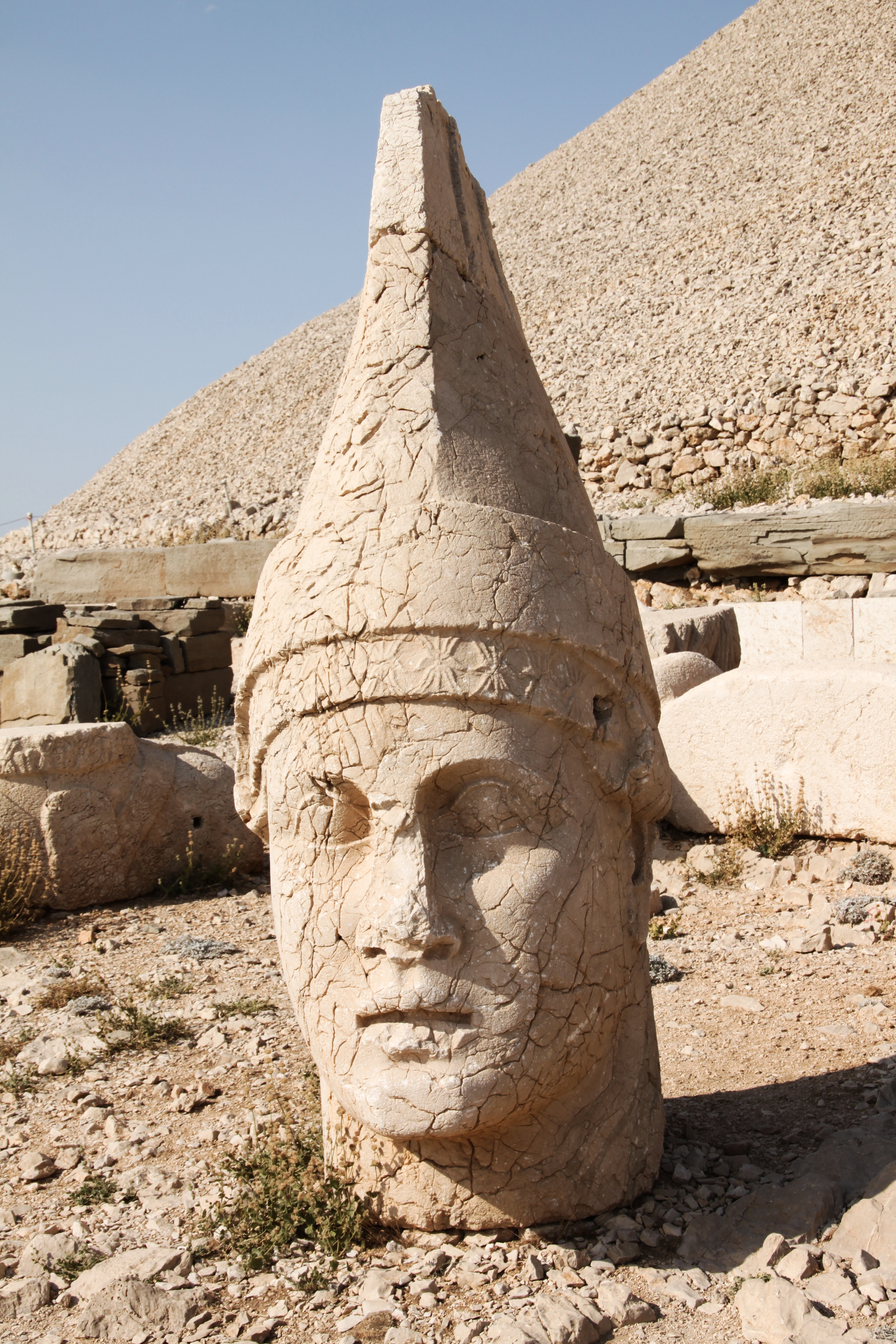
Terraza Oeste: Cabeza de Apolo/Mithra/Helios/Hermes
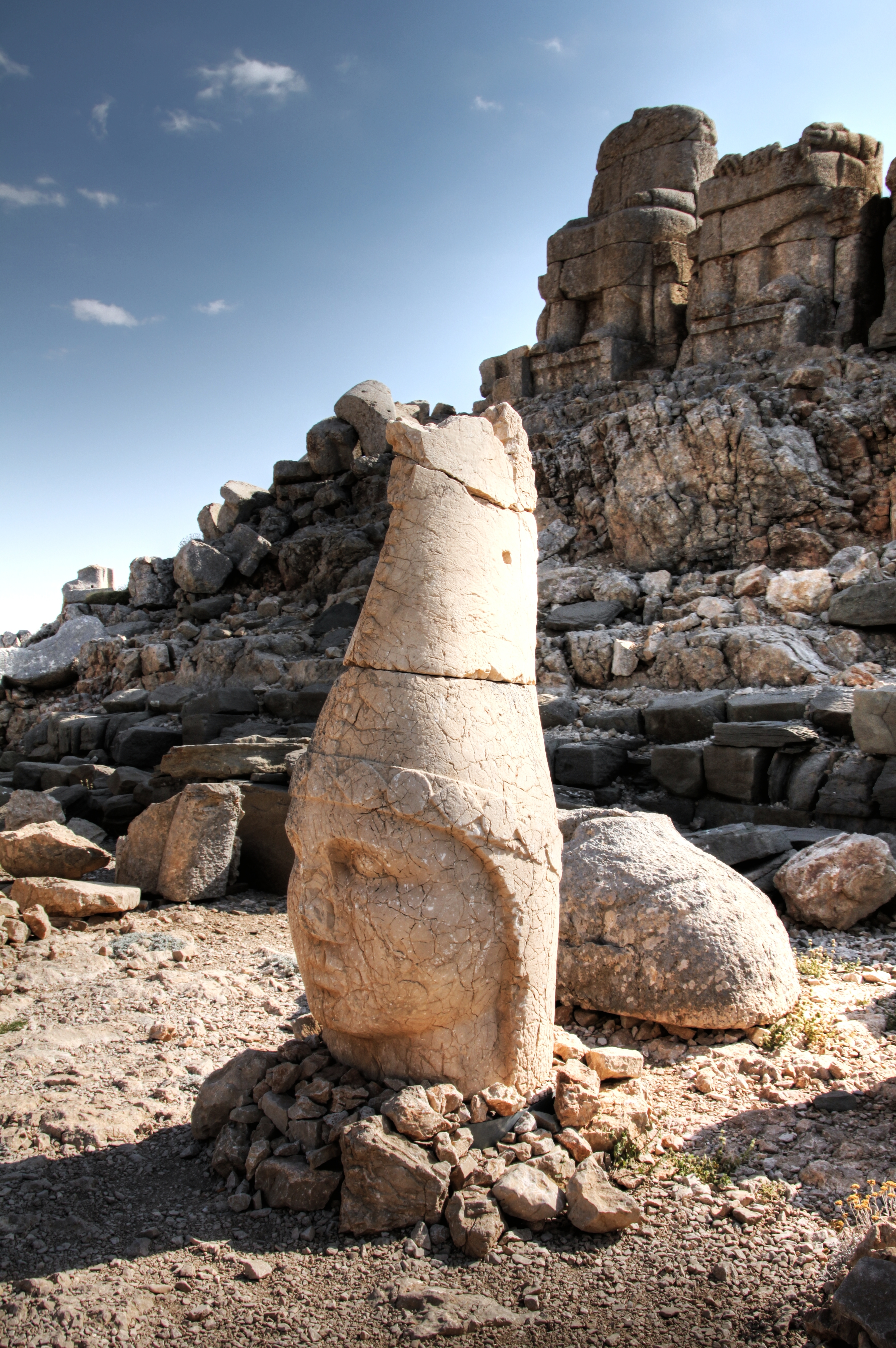
Terraza Este: Cabeza de Apollon
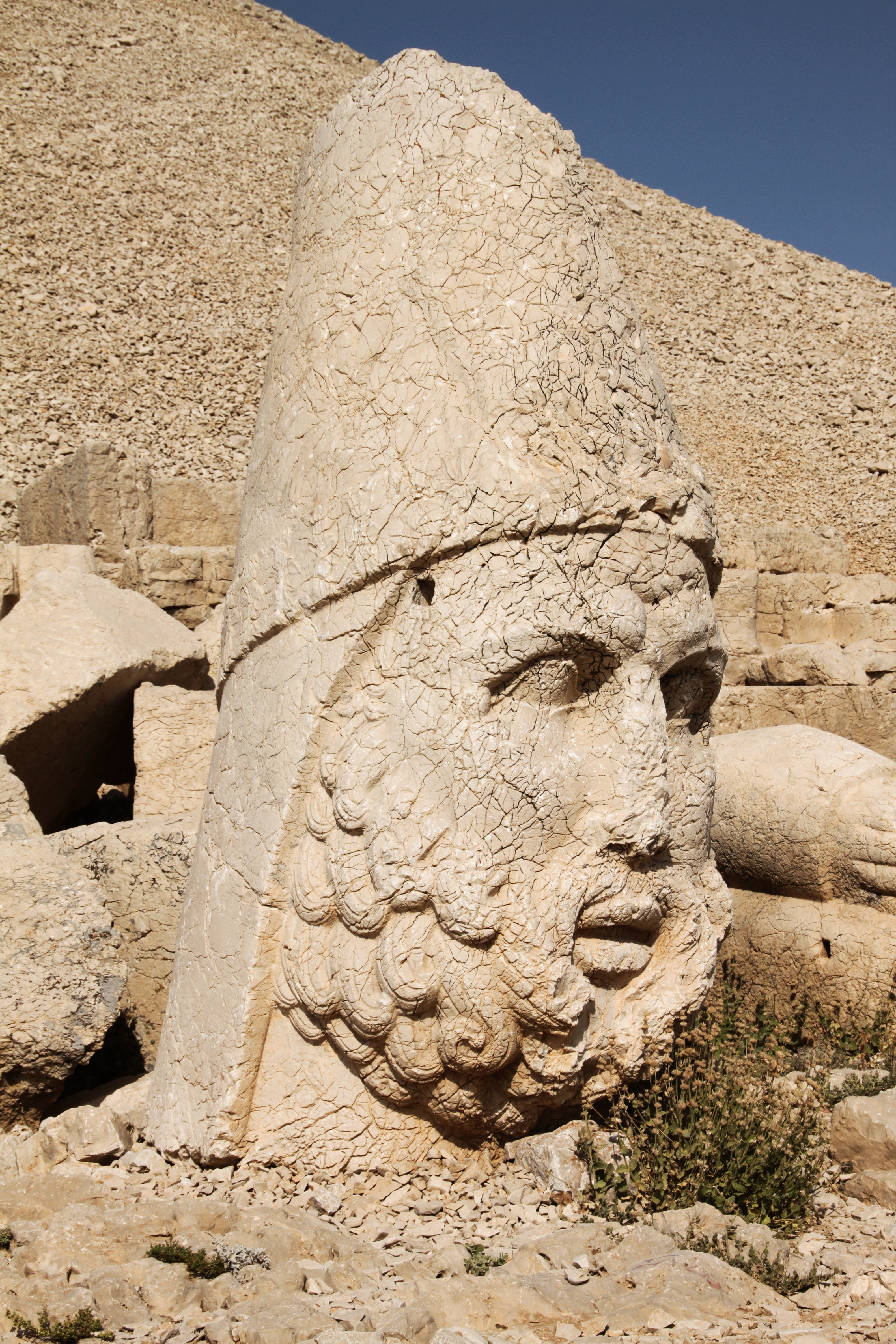
Terraza Oeste: Zeus Oromasdes
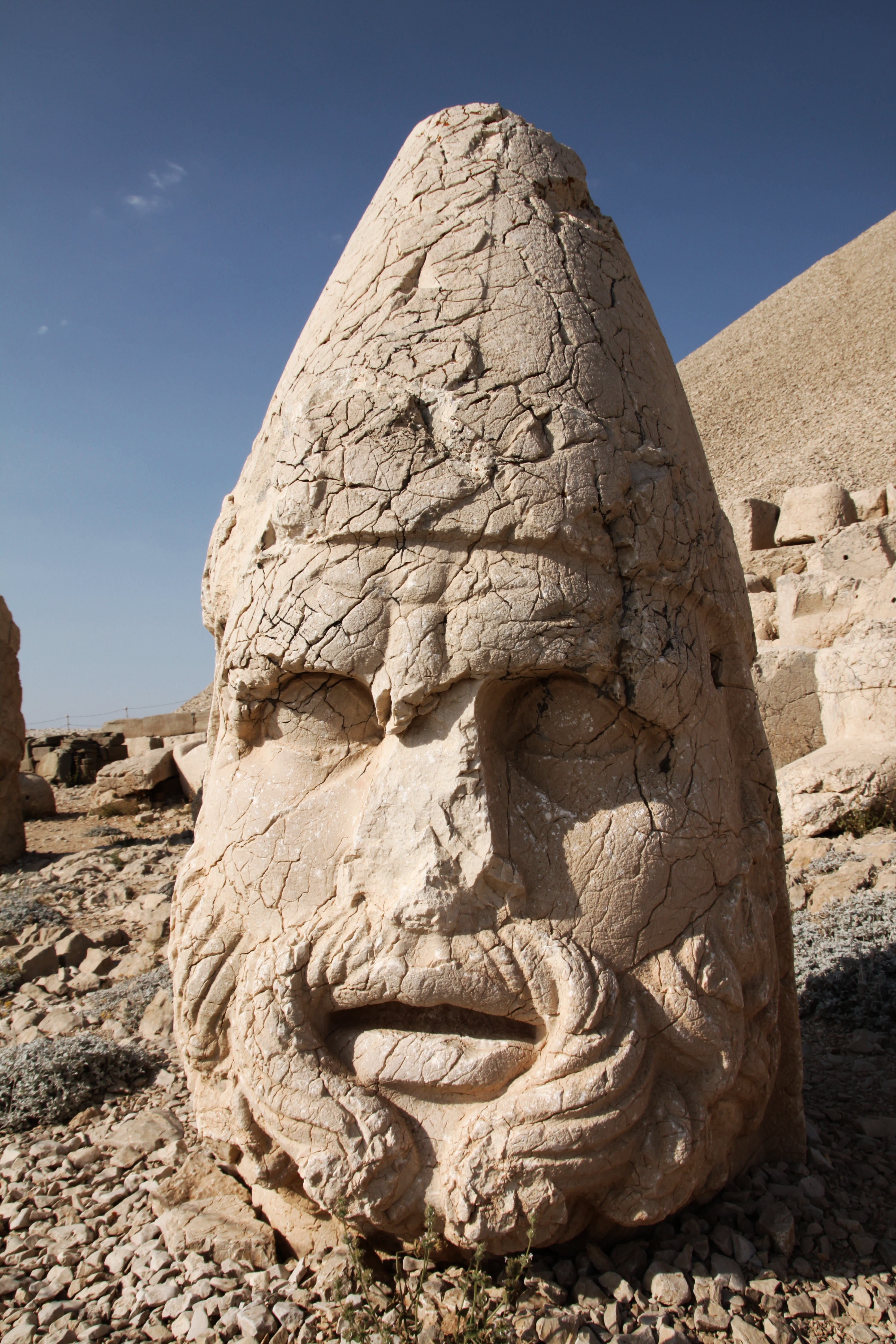
terraza Oeste: Heracles Artagnes Ares
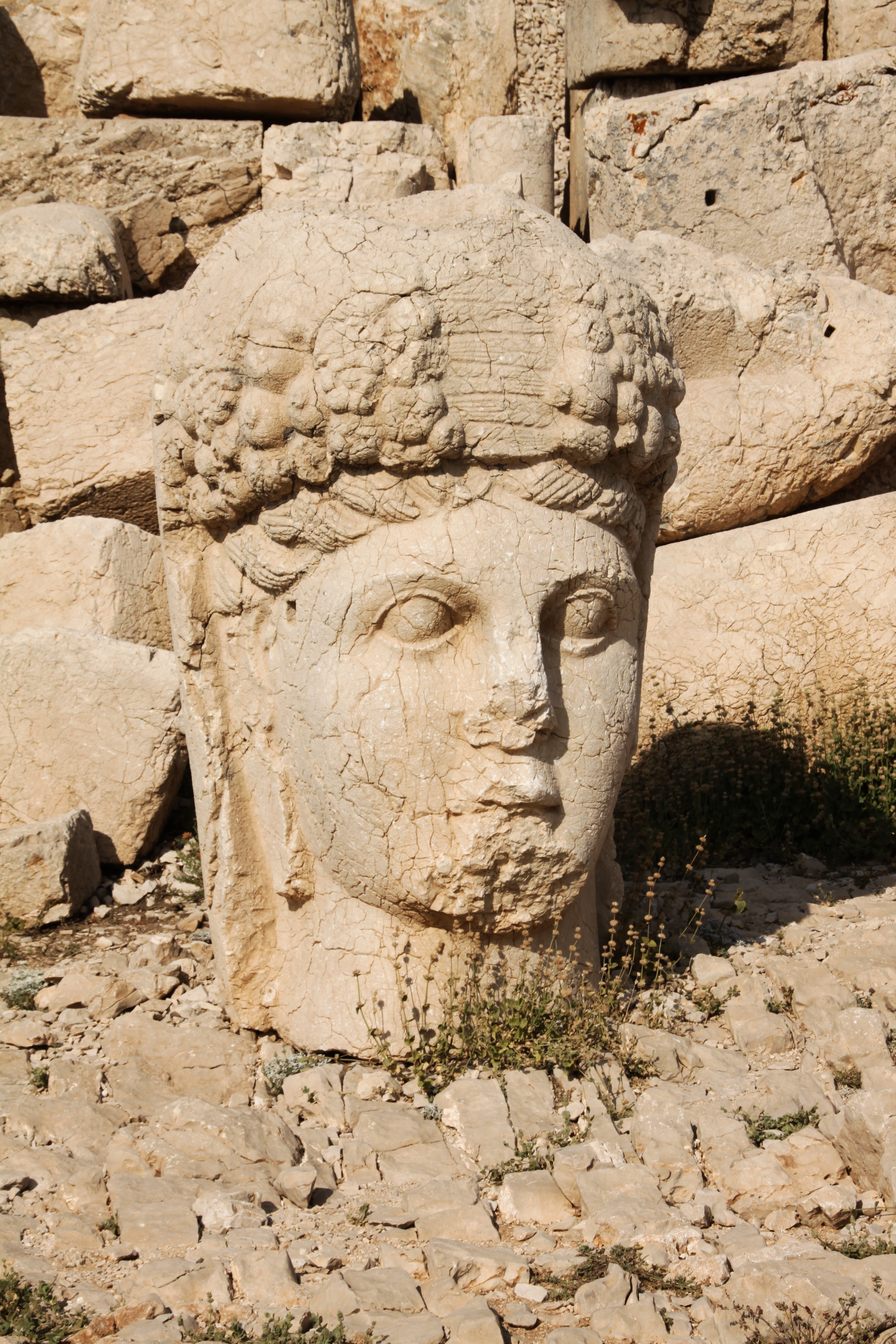
Terraza Oeste: Cabeza de la Diosa de Kommagene
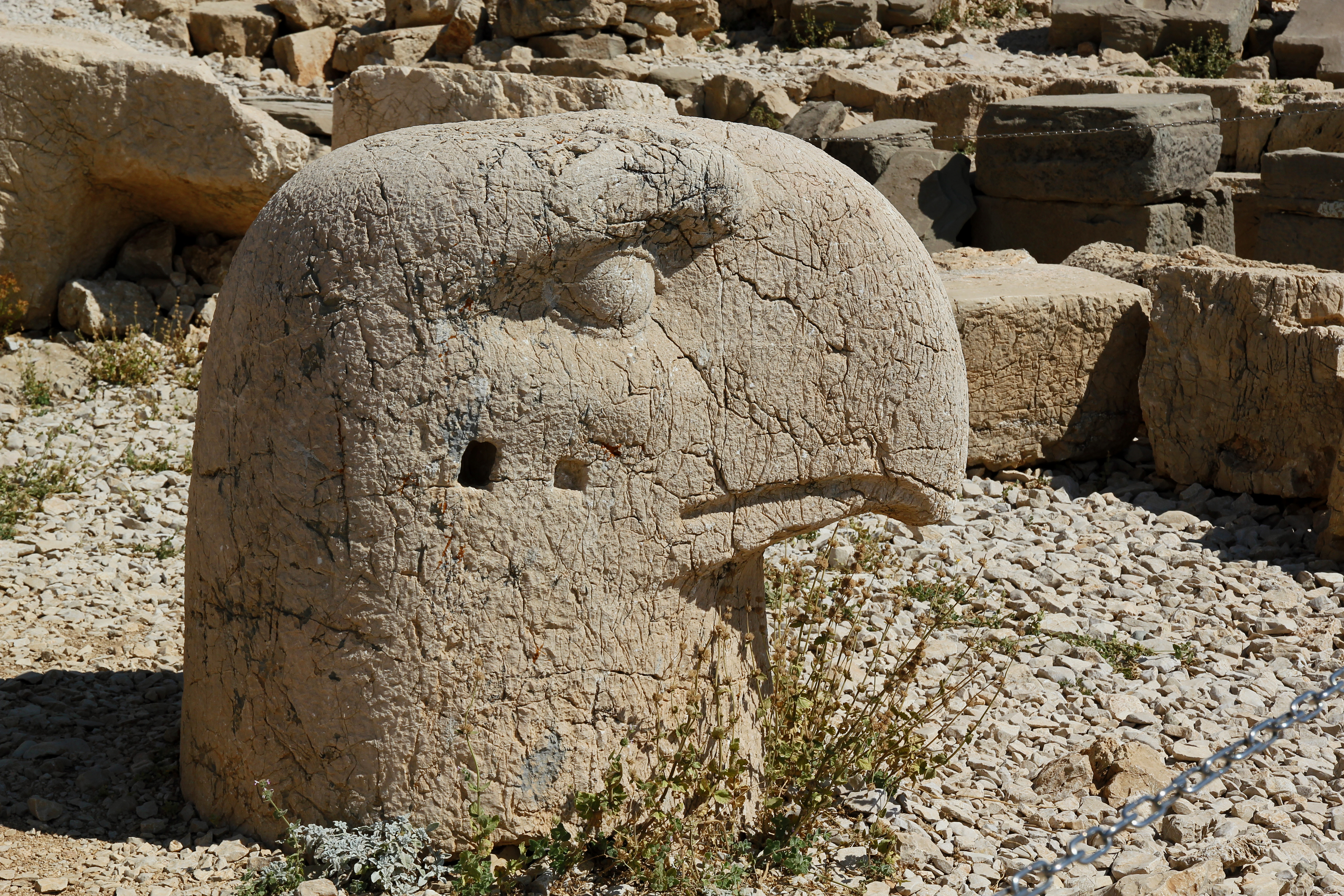
Terraza Oeste: Cabeza del Dios Águila Persa
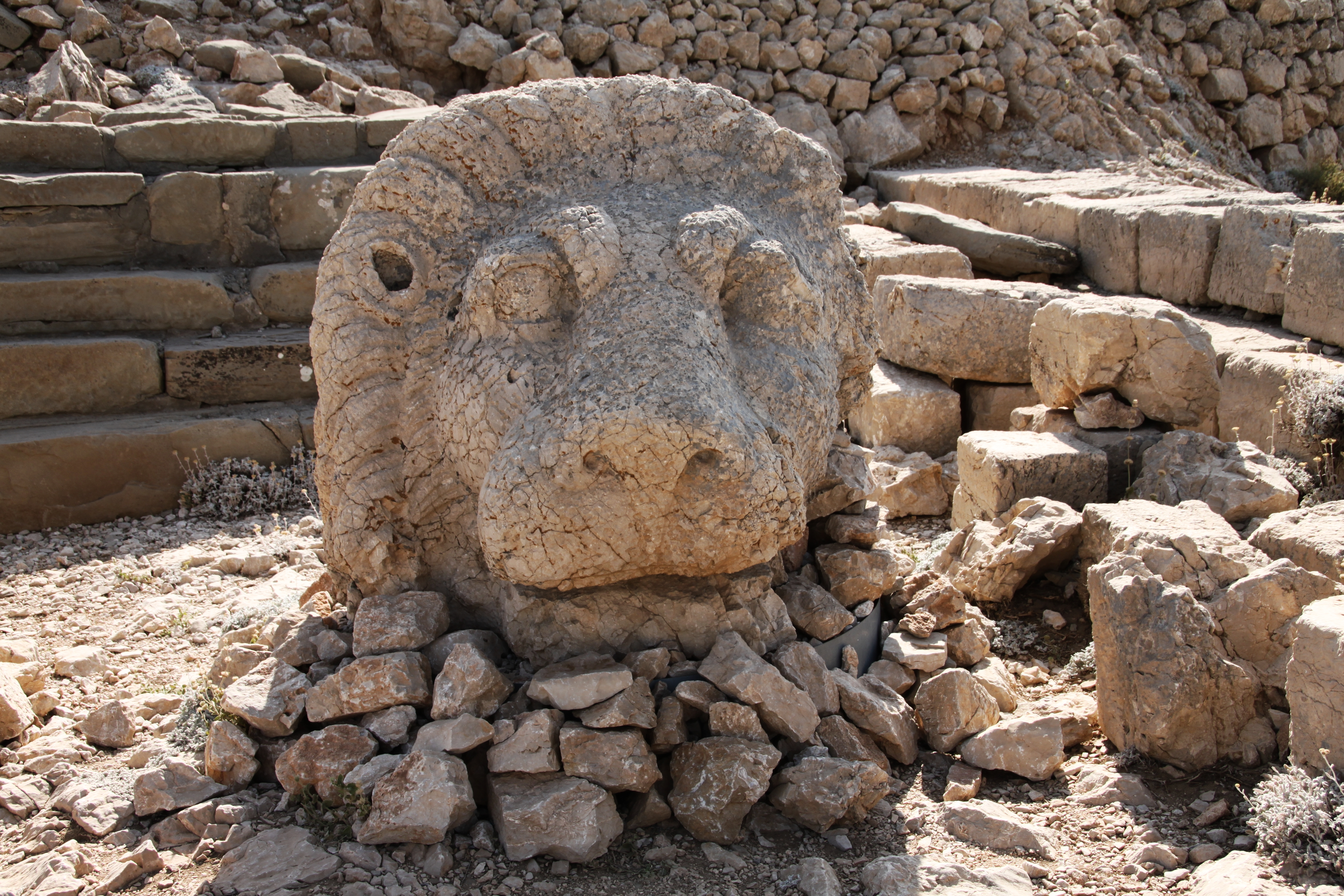
Terraza Este: Cabeza de león
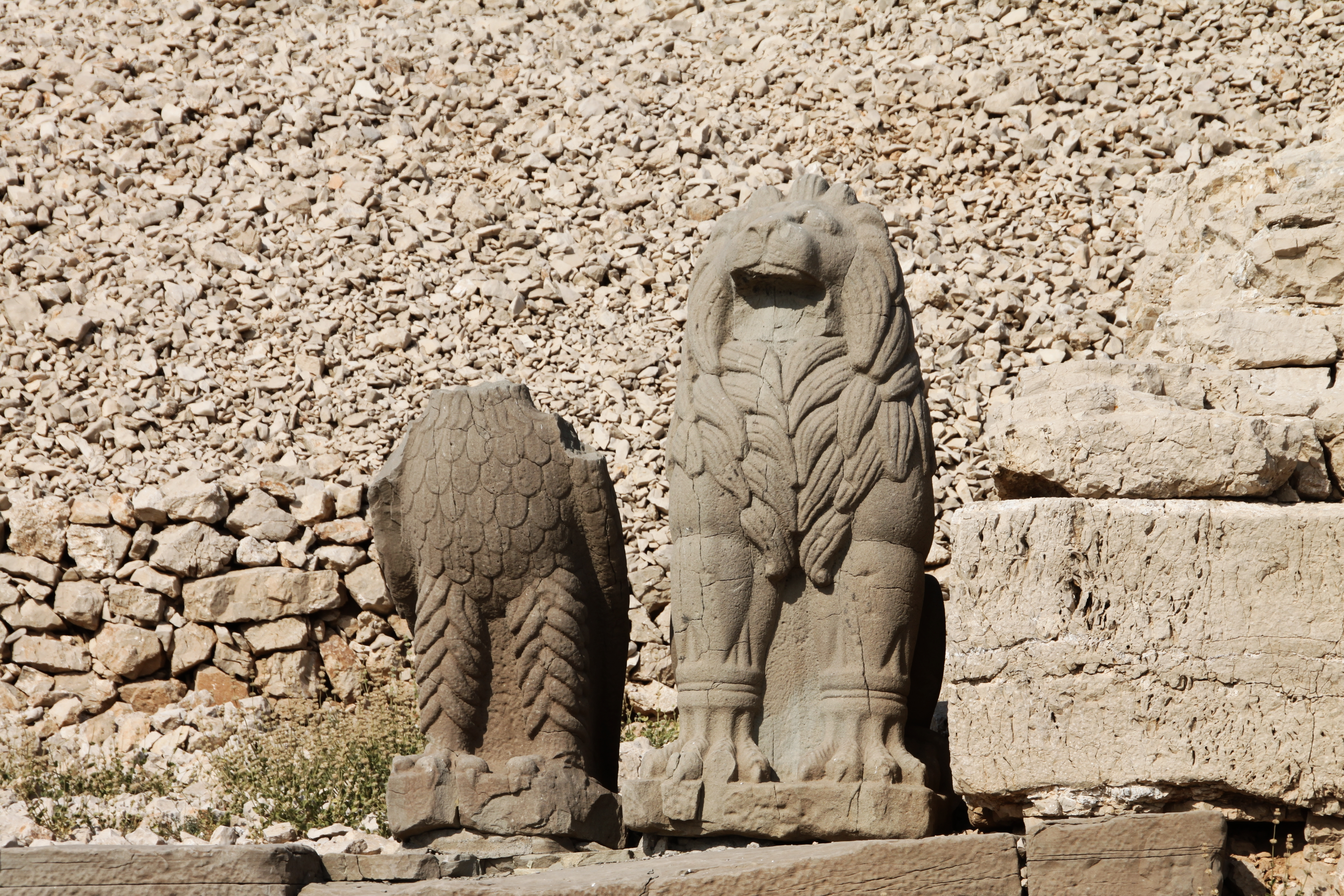
Terraza Oeste: Águila y león
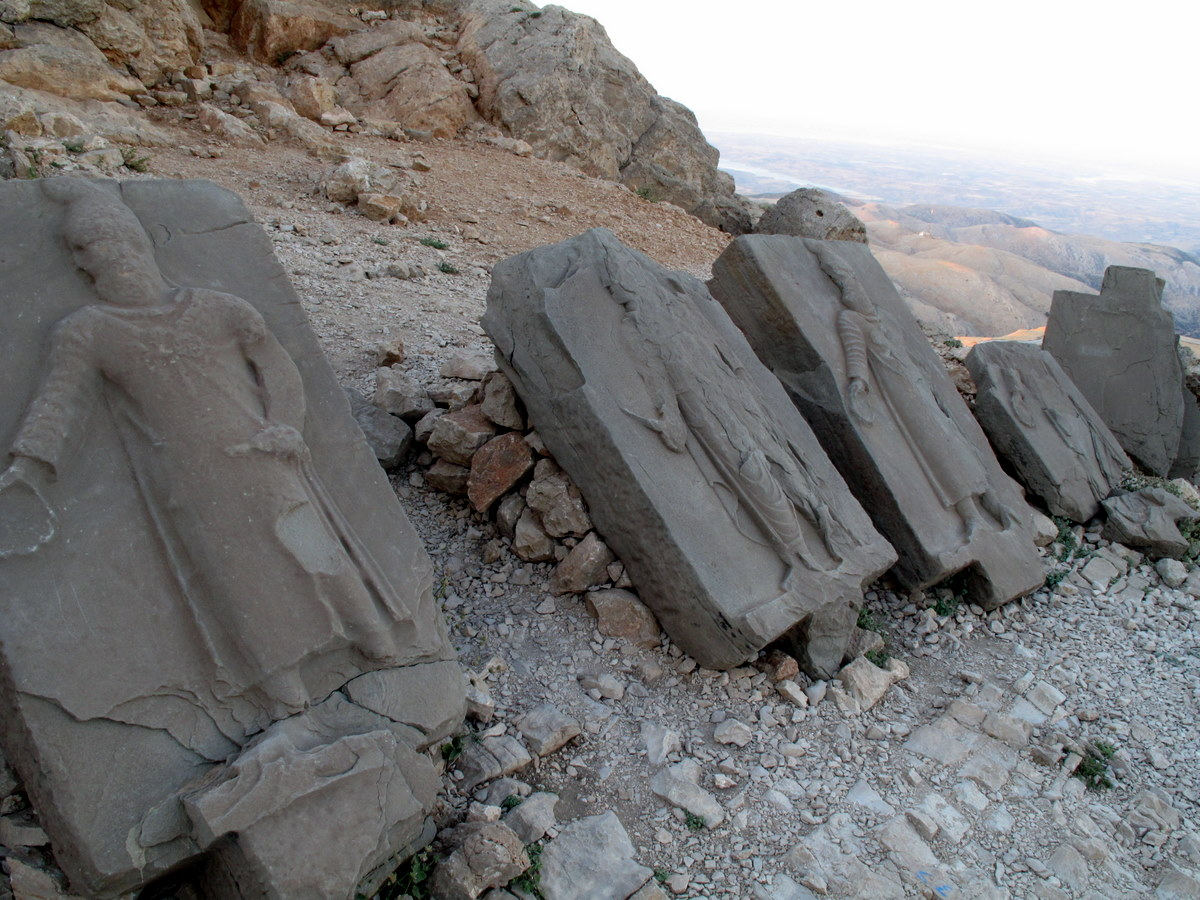
Terraza Oeste: Esculturas
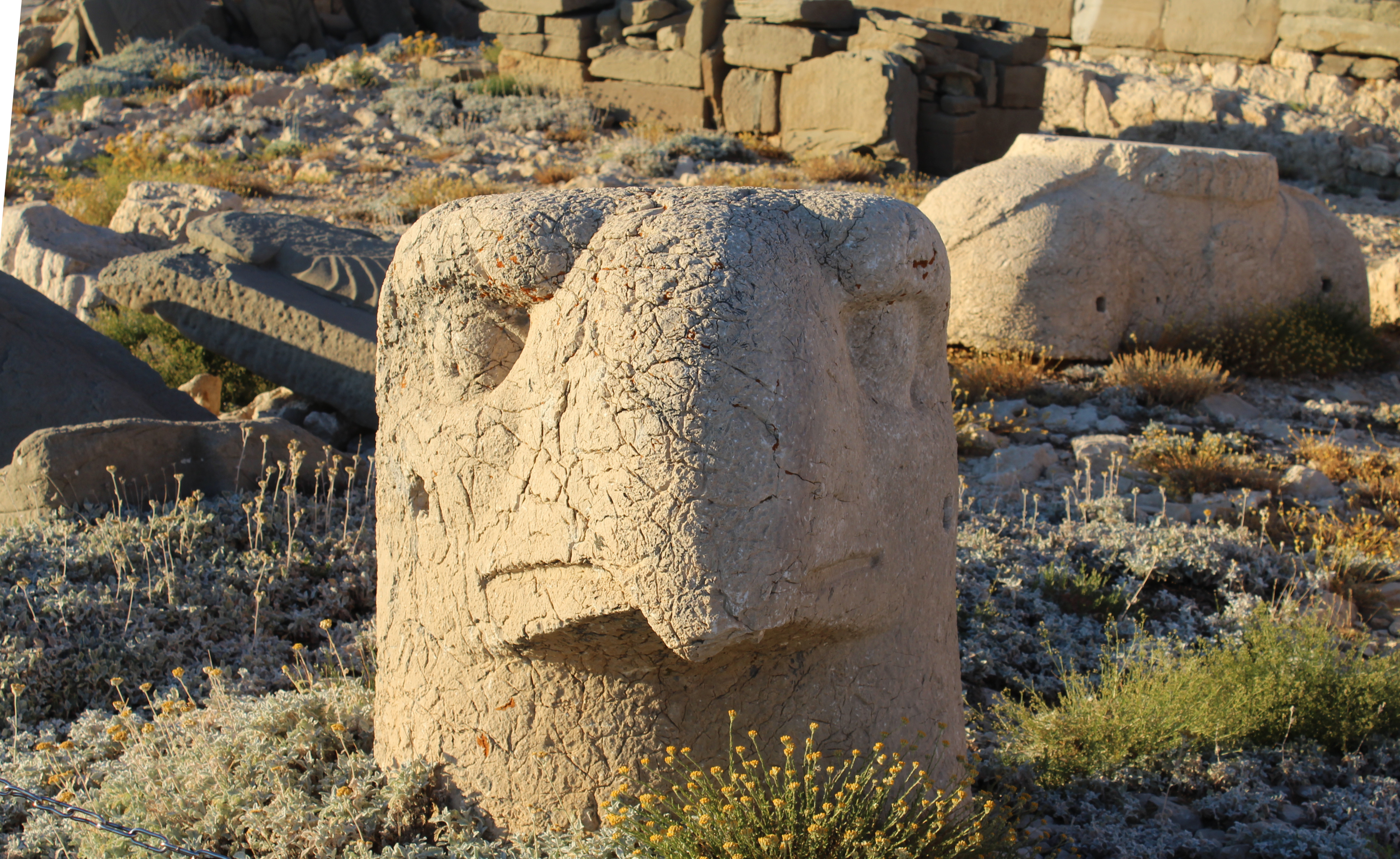